# Joseph Conrad Chamberlin
Joseph Conrad Chamberlin (Salt Lake City, 23 de dezembro de 1898 – 17 de julho de 1962) foi um aracnologista norte-americano, estudioso de falso-escorpiões. 
Natural de Utah, estudou na Universidade Stanford, e trabalhou a maior parte de sua carreira para o Departamento de Agricultura do governo dos Estados Unidos, no estado do Oregon . Chamberlin teve onze espécies de insetos nomeadas em sua homenagem.